# Treehouse TV
Treehouse TV est une chaîne de télévision canadienne spécialisée de catégorie A de langue anglophone destinée aux jeunes enfants d'âge pré-scolaire et est la propriété de Corus Entertainment.

## Histoire
Après avoir obtenu une licence auprès du CRTC en 1996, Shaw Communications a lancé le service Treehouse TV le 17 octobre 1997 et était la station-sœur de YTV. Le transfert de propriété vers Corus Entertainment s'est produit au début des années 2000, alors que Shaw possédait déjà des actions dans Corus.

## Programmation
Chaque demi-heure est constituée d'une émission d'environ 15 à 20 minutes, suivi de quelques minutes de promotion pour les autres émissions présentés sur la chaîne, et une courte émission de 5 minutes. La programmation s'adresse aux jeunes enfants de 8 ans et moins. La majorité de la programmation est produite par Nelvana, une division de Corus.

### Séries originales
- Caillou (1997–2010)
- Franklin (1997–2004)
- Le Château magique (The Toy Castle) (2000-2008)
- Max et Ruby (Max & Ruby) (2002–2019)
- Dragon (2004–2007)
- Toupie & Binou (Toopy and Binoo) (2005–2006)
- Joue avec Jess (Guess with Jess) (2009–2013)
- Le Chat dans le chapeau (The Cat in the Hat Knows a Lot About That!) (2010–2015)
- Mike the Knight (en) (2011–2013)
- Franklin et ses amis (Franklin and Friends) (2012–2015)
- Les Mini-sorcières (Little Charmers) (2015–2017)
- Ranger Rob (en) (2016–2021)